# Satyananda Saraswati

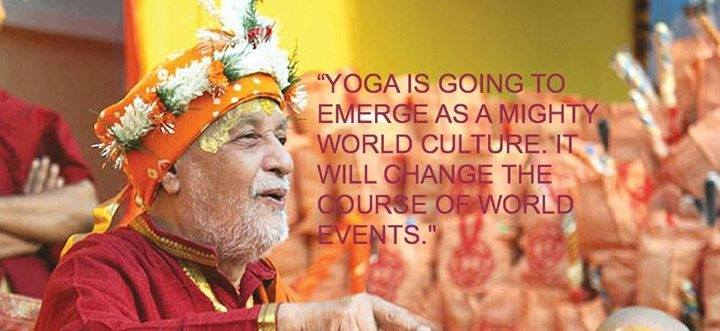
Swami Satyananda Saraswati

Satyananda Saraswati (Sanskrit: Satyānanda Sarasvatī), född 25 december 1923 i Almora, Uttarakhand, Indien, död 5 december 2009 Rikhia, Jharkhand, var en sannyasin, yogalärare, författare och guru i både Indien och Västerlandet. Han grundade 1964 Bihar School of Yoga.

## Biografi
Satyananda Saraswati föddes i en släkt av jordbrukare, enligt uppgift Zamindaris, ett äldre feodalsystem. Som ung blev han klassiskt utbildad i sanskrit, veda och Upanishaderna. Han har berättat att han fick sina tidigaste andliga upplevelser vid sex års ålder, då hans medvetande spontant lämnade kroppen och han såg sig själv ligga still på golvet. 
Många sadhus, sadhvis och indiska andliga vägledare prisade honom och försäkrade hans föräldrar att detta var tecken på att han hade ett väl utvecklat medvetende. Sådana utanför kroppen-upplevelser fortsatte, vilket ledde till att han fick kontakt med många av dåtidens indiska andliga vägledare, exempelvis Anandamayi Ma. 
Vid 18 års ålder lämnade han sitt hem för att söka andlig ledning. När han var 19 år gammal mötte han Sukhman Giri, en yogini from Nepal, hos vilken han under 6 månader initierades i tantriska ritualer. År 1943 anslöt han sig till gurun Swami Sivananda Saraswati i Rishikesh, där har stannade under 12 år. År 1956 lämnade han Rishikesh för att resa runt i Indien som en vandrande asket. År 1962 grundade han International Yoga Fellowship Movement (IYFM), år 1963, Bihar School of Yoga (BSY), och år 1984 Sivananda Math – en välgörenhetsorganisation. Samma år grundades också Yoga Research Foundation, en organisation for för vetenskaplig forskning om yoga och meditation.
År 1988 drog han sig tillbaka från sitt arbete och levde  fram till sin död 2009 som en Paramahamsa Sannyasin i Rikhia nära Deoghar i Bihar. De sista åren ägnade han sig främst åt välgörenhet i sitt närområde.
Satyananda yoga är en välkänd yogaform som finns runt om i hela världen. Genom anmälningar om våldtäkter utförda av yogalärare på ett ashram i Australien omkring år 1990 uppkom negativ publicitet, och en av de utsatta, Shishy, säger sig ha berättat om våldtäkterna för Satyananda, som då svarat att det som ägde rum var till för ”andlig upplysning”. 
Satyananda Saraswati för författat mer än 80 böcker om yoga och andligt liv, och har många följare världen runt, bland annat Scandinavian Yoga and Meditation School.